# Ronde van Italië 2024/Zesde etappe
De zesde etappe van de Ronde van Italië 2024 vond plaats op 9 mei. Deze etappe werd gewonnen door de Spanjaard Pelayo Sánchez die hiermee zijn eerste UCI World Tour-zege boekte.

## Koersverloop
In het begin van de etappe kon er maar moeilijk een kopgroep wegrijden. Uiteindelijk ontstond er een kopgroep van zes renners, dit waren: Julian Alaphilippe, Filippo Fiorelli, Kaden Groves, Luke Plapp, Pelayo Sánchez, Matteo Trentin en niet veel later sloot ook Andrea Vendrame zich aan. Het groepje kreeg snel een grote voorsprong en hierdoor stond Plapp kort tijdelijk virtueel aan de leiding in het algemene klassement. Uit deze kopgroep bleken Alaphilippe, Plapp en Sánchez de sterkste en zodoende reden zij samen verder richting de finish. Op elf kilometer voor de finish maakte Sánchez een inschattingsfout bij een rotonde. Door zijn snelle handelen en knap stuurwerk van Alaphilippe kon een val worden voorkomen. In de laatste kilometers voor de finish was het Romain Bardet die in het peloton een aanval plaatste, echt voorsprong kreeg hij niet. Andrea Piccolo verschafte zich wel een kleine voorsprong ten opzichte van het peloton door eenzelfde soort aanval. De aankomst van deze etappe ging licht omhoog, voor de etappezege werd gesprint tussen Alaphilippe en Sánchez. De Spanjaard bleek, met enige overmacht, de sterkste van de twee en werd zodoende na Pello Bilbao de eerste Spaanse renner die zegevierde in de Ronde van Italië. Bilbao won de 20e etappe in 2020.
Na deze etappe veranderde er niks in de tussenstanden van de klassementen.

## Uitslagen
| Viareggio - Rapolano Terme (180 km) |                        |                       |          |
| Plaats                              | Naam                   | Ploeg                 | tijd     |
| Winnaar                             | Pelayo Sánchez         | Movistar Team         | 4u01'08" |
| 2                                   | Julian Alaphilippe     | Soudal Quick-Step     | z.t.     |
| 3                                   | Luke Plapp             | Team Jayco AlUla      | + 1"     |
| 4                                   | Andrea Piccolo         | EF Education-EasyPost | + 24"    |
| 5                                   | Jhonatan Narváez       | INEOS Grenadiers      | + 29"    |
| 6                                   | Luka Mezgec            | Team Jayco AlUla      | z.t.     |
| 7                                   | Quinten Hermans        | Alpecin-Deceuninck    | z.t.     |
| 8                                   | Nick Schultz           | Israel-Premier Tech   | z.t.     |
| 9                                   | Daniel Felipe Martínez | BORA-hansgrohe        | z.t.     |
| 10                                  | Aleksej Loetsenko      | Astana Qazaqstan Team | z.t.     |
|                                     |                        |                       |          |
| 40                                  | Thymen Arensman        | INEOS Grenadiers      | z.t.     |

| Algemeen klassement |                        |                         |           |
| Plaats              | Naam                   | Ploeg                   | Tijd      |
| Roze trui           | Tadej Pogačar          | UAE Team Emirates       | 23u20'52" |
| 2                   | Geraint Thomas         | INEOS Grenadiers        | + 46"     |
| 3                   | Daniel Felipe Martínez | BORA-Hansgrohe          | + 47"     |
| 4                   | Cian Uijtdebroeks      | Team Visma-Lease a Bike | + 55"     |
| 5                   | Einer Rubio            | Movistar Team           | + 56"     |
| 6                   | Lorenzo Fortunato      | Astana Qazaqstan Team   | + 1'07"   |
| 7                   | Juan Pedro López       | Lidl-Trek               | + 1'11"   |
| 8                   | Jan Hirt               | Soudal Quick-Step       | + 1'13"   |
| 9                   | Aleksej Loetsenko      | Astana Qazaqstan Team   | + 1'26"   |
| 10                  | Esteban Chaves         | EF Education-EasyPost   | z.t.      |
|                     |                        |                         |           |
| 26                  | Thymen Arensman        | INEOS Grenadiers        | + 4'09"   |

## Opgaven
Er zijn deze etappe vier renners niet gestart. Dit waren de Canadezen Riley Pickrell en Michael Woods, de Israëlier Nadav Raisberg en de Duitser Florian Lipowitz.
Niet gestart
Florian Lipowitz (BORA-hansgrohe)
Riley Pickrell (Israel-Premier Tech)
Nadav Raisberg (Israel-Premier Tech)
Michael Woods (Israel-Premier Tech)
1e etappe ·
2e etappe ·
3e etappe ·
4e etappe ·
5e etappe ·
6e etappe ·
7e etappe ·
8e etappe ·
9e etappe ·
10e etappe ·
11e etappe ·
12e etappe ·
13e etappe ·
14e etappe ·
15e etappe ·
16e etappe ·
17e etappe ·
18e etappe ·
19e etappe ·
20e etappe ·
21e etappe
Startlijst · Eindstanden · Afbeeldingen